# Cerro Wila Kollu (berg i Oruro)
Cerro Wila Kollu är ett berg i Bolivia.   Det ligger i departementet Oruro, i den centrala delen av landet, 100 km väster om huvudstaden Sucre. Toppen på Cerro Wila Kollu är 4 856 meter över havet, eller 81 meter över den omgivande terrängen. Bredden vid basen är 0,82 km.
Terrängen runt Cerro Wila Kollu är huvudsakligen lite bergig. Runt Cerro Wila Kollu är det mycket glesbefolkat, med 7 invånare per kvadratkilometer..
Omgivningarna runt Cerro Wila Kollu är i huvudsak ett öppet busklandskap.